# Płociczno-Tartak
Płociczno-Tartak – wieś w Polsce położona w województwie podlaskim, w powiecie suwalskim, w gminie Suwałki.
W latach 1975–1998 miejscowość należała administracyjnie do województwa suwalskiego. 

## Historia
Od 1661 r. Konstancja z Wodyńskich Butlerowa, wdowa po dowódcy zaciężnych wojsk cudzoziemskich stała się dzierżawczynią leśnictw wokół jeziora Wigry. Przystąpiła wówczas do zagospodarowywania dzierżawionych terenów. Na obszarze dzisiejszego Płociczna założyła smolarnię. Po śmierci Konstancji Butlerowej, w 1668 r. smolarnia trafiła w ręce kamedułów wigierskich. Jeszcze w pierwszej połowie XIX w. w smolarni Płociczno pozyskiwano smołę i wypalano węgiel drzewny. Później produkcja smoły i węgla drzewnego zaczęła upadać. Smolarnia stopniowo przekształciła się w ubogą wieś rolniczą. 
W okresie I wojny światowej Niemcy, chcąc wykorzystać drewno z puszczy, zbudowali tu duży tartak. Przy nim wyrosła duża osada Tartak, zamieszkana dawniej przez leśników, drwali i robotników tartacznych. Z tartaku, przez puszczę w rejon wsi Zelwa, biegła kolej wąskotorowa, zwożąca drzewo z wyrębów – obecnie jest ona atrakcją turystyczną tego regionu.
W miejscowości znajduje się zabytkowy cmentarz wojenny z I wojny światowej.

## Zabudowa
W miejscowości zachowały się drewniane domy (obecnie mieszkalne), wybudowane na potrzeby rozwijającego się tartaku:
- dom nr 3 – wybudowany przed II wojną światową jako budynek gospodarczy dla biura składnicy drewna[7].
- dom nr 4 – dawne biuro składnicy drewna, w okresie II wojny światowej zamieszkałe przez żołnierzy, a następnie przez niemieckiego kierownika składnicy. Przez kilka miesięcy w 1945 r. budynek był użytkowany jako szkoła podstawowa. W okresie PRL ponownie pełnił funkcję biura składnicy[8]. Obiekt wpisany do gminnej ewidencji zabytków[9].
- dom nr 5 – dawna kuchnia i stołówka dla pracowników tartaku, wybudowana w 1948 r. Budynek był następnie użytkowany jako hotel robotniczy z małymi pokojami dla kawalerów oraz siedziba punktów usługowych (krawieckiego i szewskiego). Budynek w około połowie został rozebrany[10].
- dom nr 7 – wybudowany w 1935 r. w miejscu po zburzonym budynku, zamieszkanym przez dozorcę tartaku. Do wybuchu II wojny światowej mieszkał w nim kierownik tartaku. W okresie powojennym w budynku mieściło się biuro Kolejek Wąskotorowych[10].
- dom nr 12 –  wybudowany pod koniec I wojny światowej jako budynek parterowy, zamieszkany przez niemieckich a następnie polskich kierowników tartaku (do 1936 r.). W okresie II wojny światowej w budynku mieścił się posterunek żandarmerii, poczta oraz mieszkania dla ludności niemieckiej. W okresie powojennym dobudowano drugie piętro[11]. Obiekt wpisany do gminnej ewidencji zabytków[9].
- dom nr 15 – wybudowany w okresie I wojny światowej jako budynek parterowy, zamieszkany niemieckich a następnie polskich urzędników zatrudnionych w tartaku. W 1985 r. dobudowano drugie piętro[12]. Obiekt wpisany do gminnej ewidencji zabytków[9].

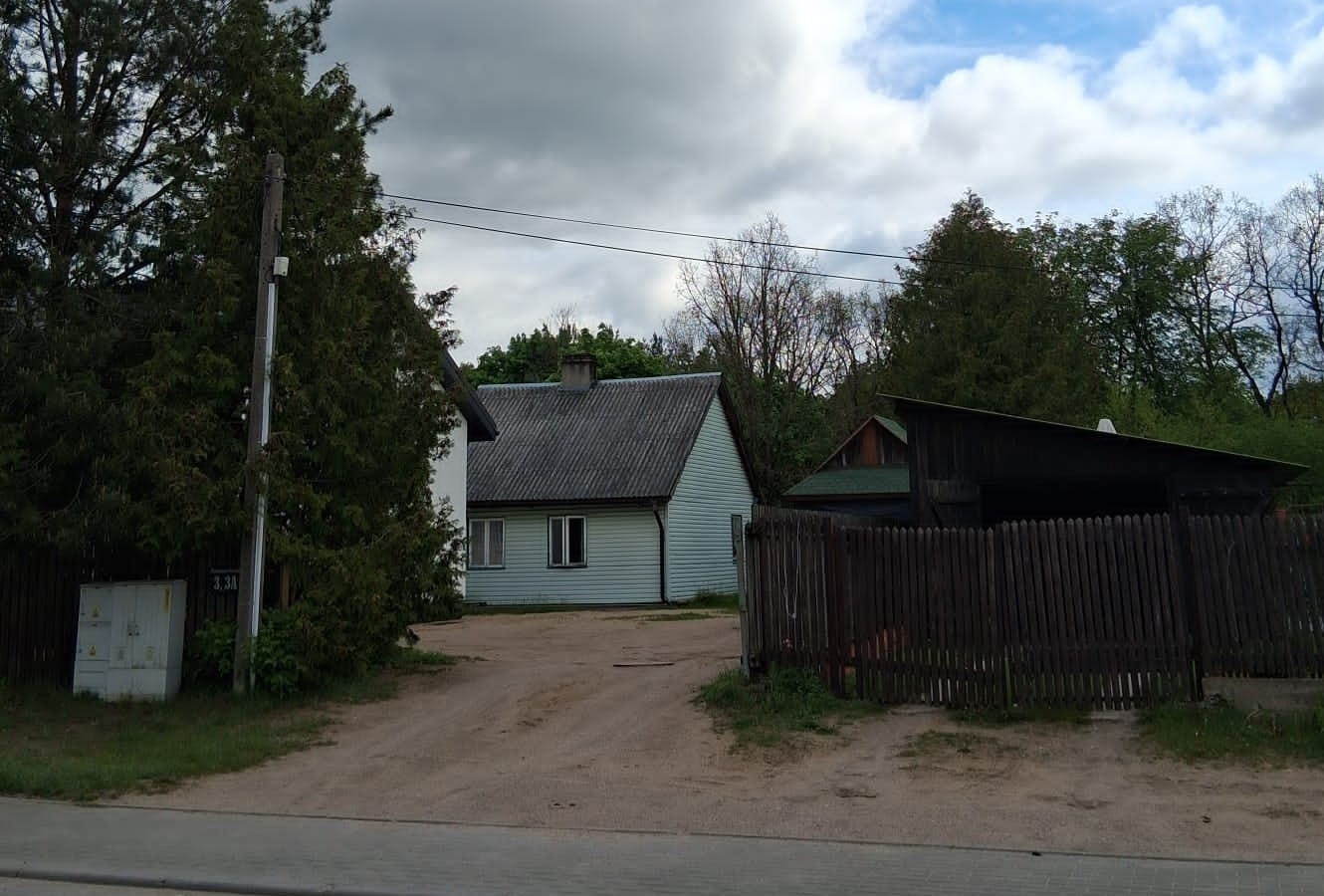
Dom nr 3
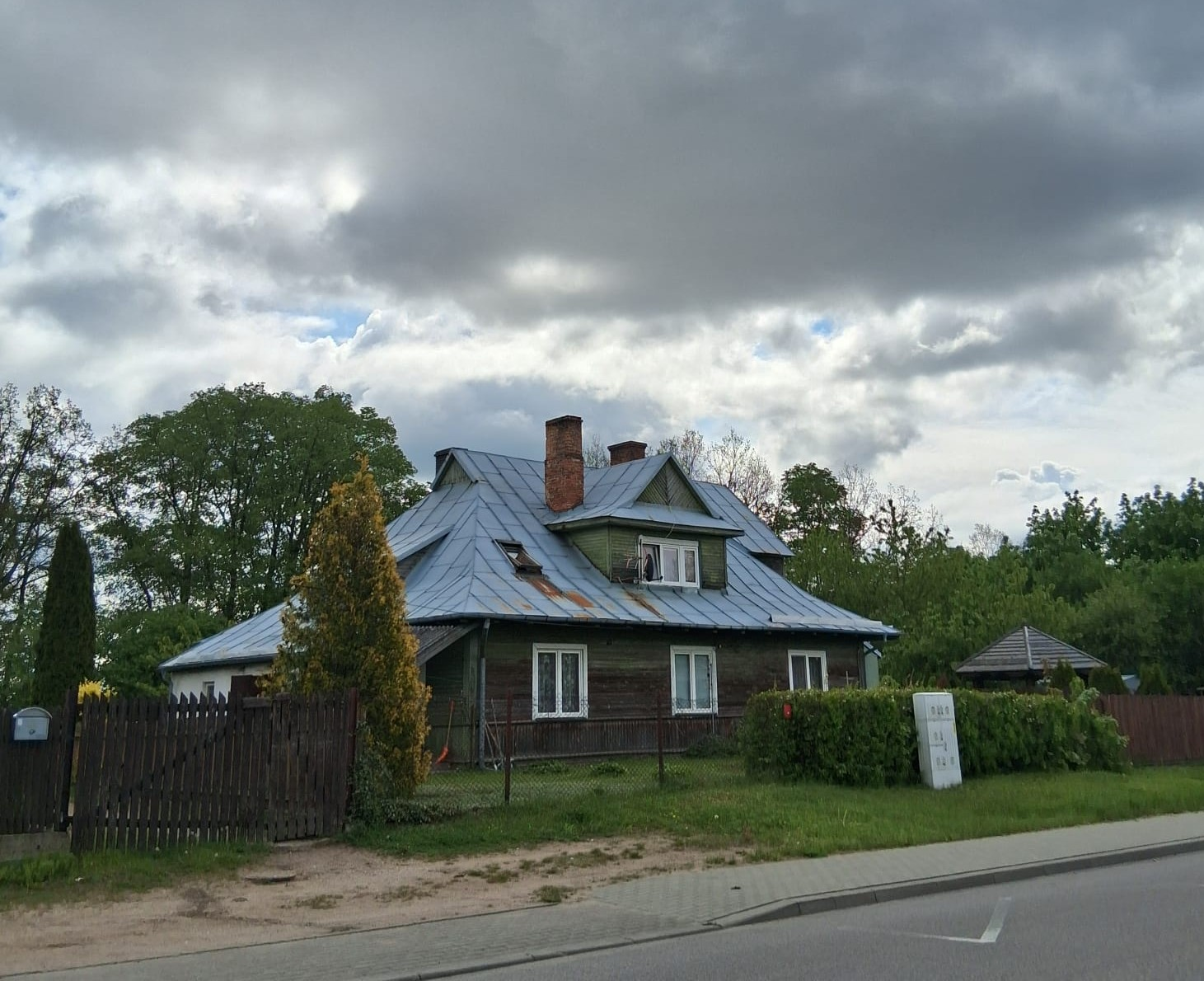
Dom nr 4
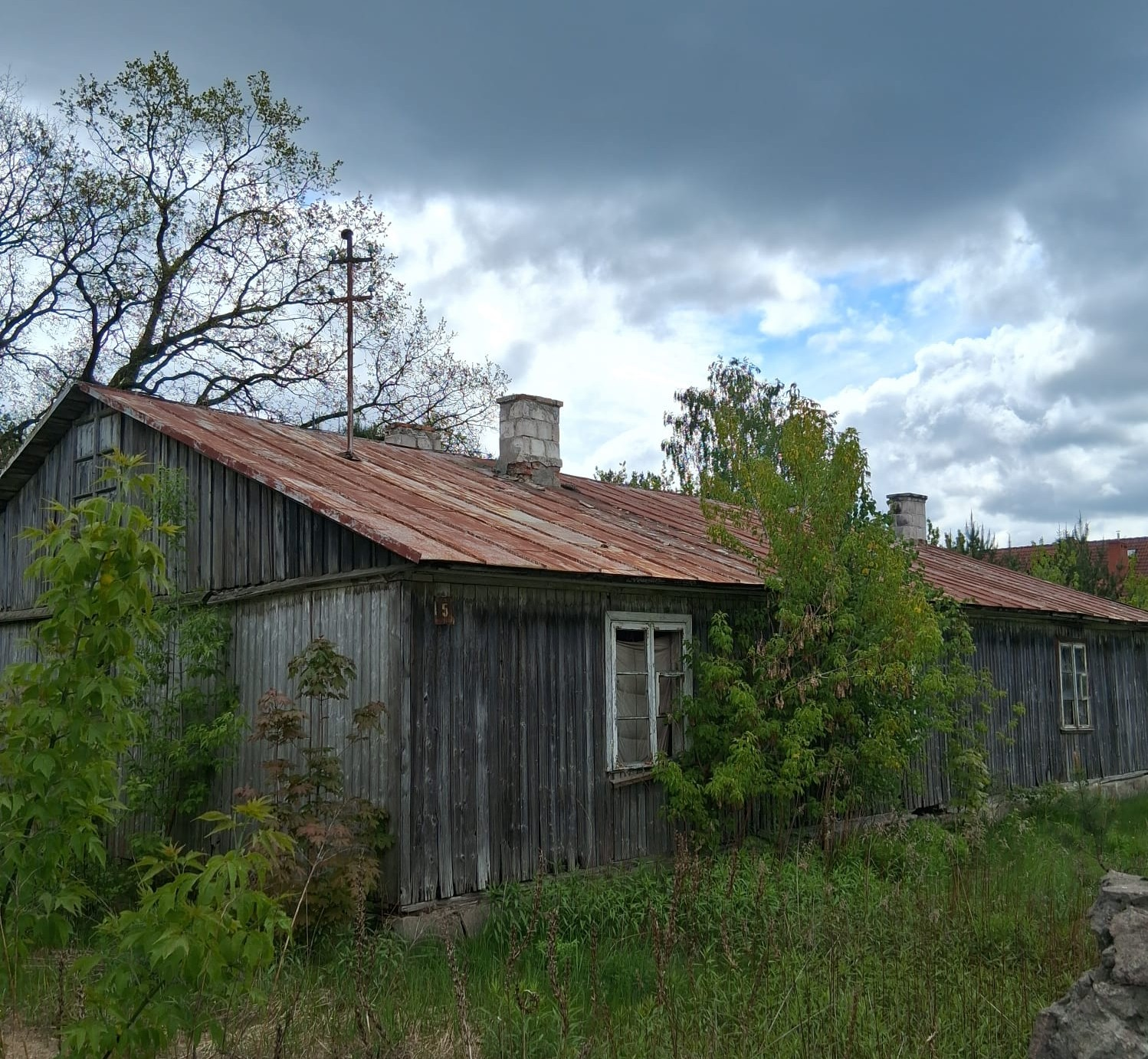
Dom nr 5
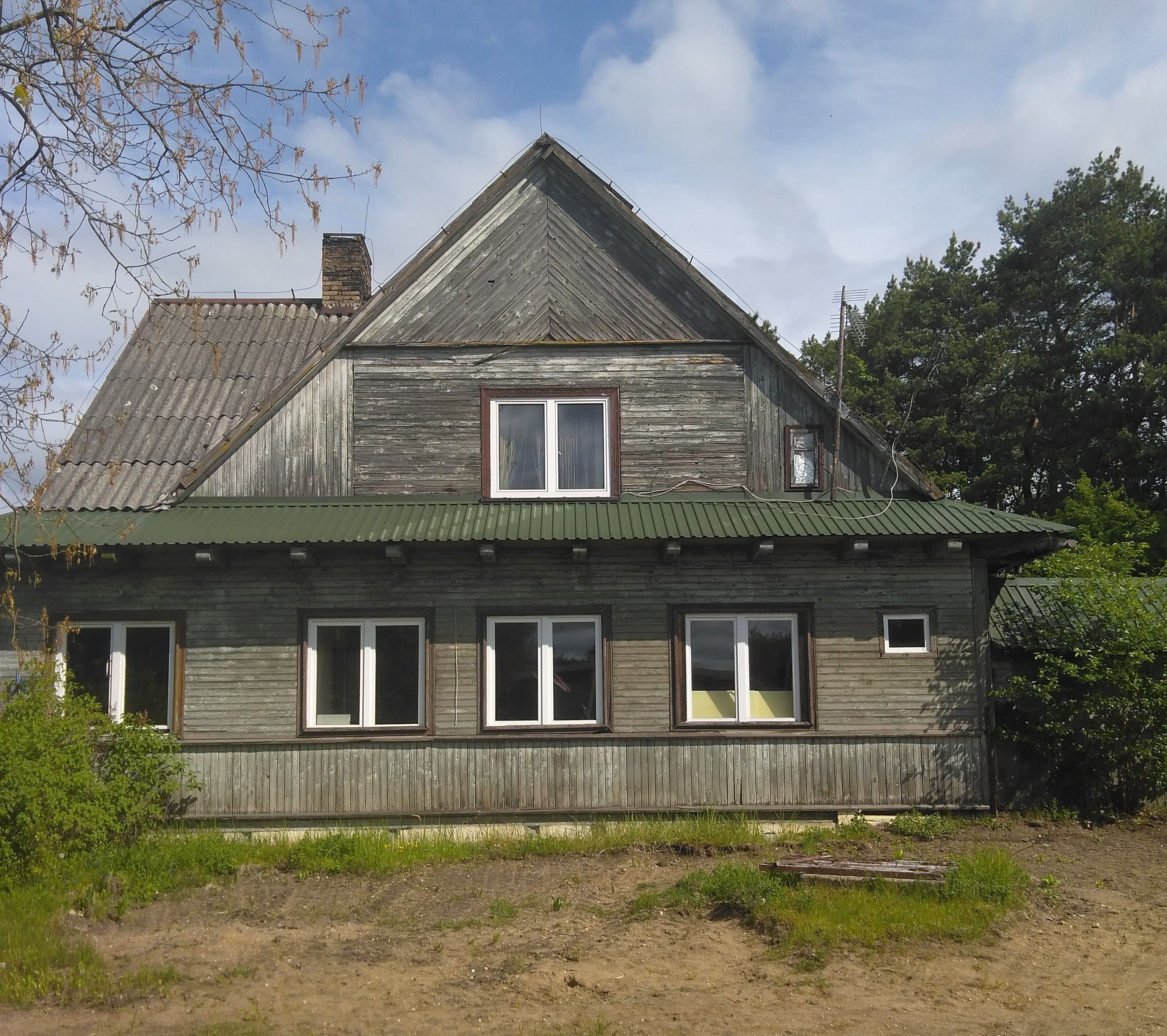
Dom nr 7
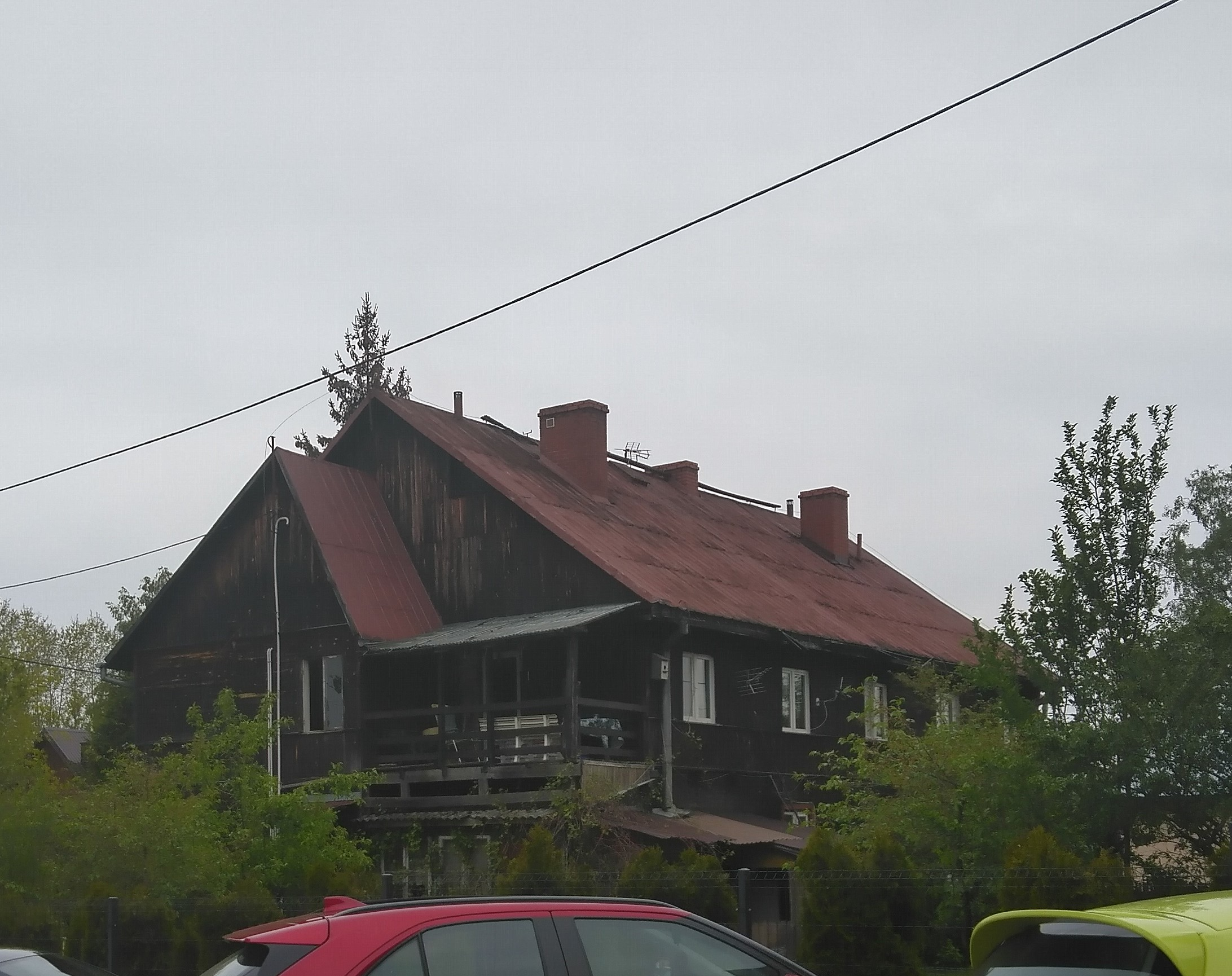
Dom nr 15